# ストア・ロイヤルティ
ストア・ロイヤルティとは、直訳すれば「店舗に対する忠誠度」。すなわち、消費者の店舗に対する信頼度、愛顧度。これが高いと消費者が物品を購入する際に、利用する店舗となる傾向が高くなる。そのためストア・ロイヤルティを向上させるということは小売業においての重要な経営戦略の一つである。これを高めるために品揃え、陳列、接客、立地、価格などの工夫が行われている。